# Jackson (Alabama)
Jackson er en by i den sydvestlige del af delstaten Alabama i USA. Byen har 4.748 (2020) indbyggere. Den er den største by men ikke hovedbyen i det amerikanske county Clarke County.